# راس بارکلی
راس بارکلی (انگلیسی: Ross Barkley؛ زاده ۵ دسامبر ۱۹۹۳) بازیکن فوتبال اهل انگلستان است که برای باشگاه باشگاه فوتبال استون ویلا بازی می‌کند.